# Archiearis inversa
Archiearis inversa är en fjärilsart som beskrevs av Nitsche 1932. Archiearis inversa ingår i släktet Archiearis och familjen mätare. Inga underarter finns listade i Catalogue of Life.